# Rukljevina
Rukljevina is een plaats in de gemeente Varaždinske Toplice in de Kroatische provincie Varaždin. De plaats telt 32 inwoners (2001).